# Lambert Heinrich von Babo
 (novembre 2015).
Si vous disposez d'ouvrages ou d'articles de référence ou si vous connaissez des sites web de qualité traitant du thème abordé ici, merci de compléter l'article en donnant les références utiles à sa vérifiabilité et en les liant à la section « Notes et références ».
Pour les articles homonymes, voir Babo.
Lambert Heinrich von Babo, né à Ladenburg le 25 novembre 1818, et mort à Karlsruhe le 15 avril 1899, est un chimiste allemand.

## Biographie
Lambert Heinrich von Babo est le fils de l'agronome Lambert Joseph von Babo (de) et de sa première femme Karoline Ehrmann, l'œnologue August Wilhelm von Babo étant son demi-frère. Il étudie la médecine aux universités de Munich puis de Heidelberg et obtient son doctorat en 1842. Il intègre l'année suivante l'université de Giessen pour des études de chimie sous la direction de Justus von Liebig, ce qui lui permet d'obtenir en 1845 une habilitation à diriger des recherches à l'université de Fribourg-en-Brisgau.
Le 6 septembre 1847, il épouse Elise Baumgärtner à Fribourg. Le couple a une fille et deux garçons. 
Il devient ensuite Privat-docent à l'université de Fribourg-en-Brisgau puis, en 1854, maître de conférences (außerordentlicher Professor) et, enfin, en 1859, professeur (ordentlicher Professor). À ce titre, il peut officier comme expert au sein des cours et tribunaux des grands-duchés.

## Travaux
Lambert Heinrich von Babo a établi la pression de vapeur saturante de l'eau. Il a également créé un embout, qui porte son nom, et qui est destiné à chauffer des récipients de verre et des ampoules. Il consiste en un cône inversé fait d'acier avec des bandes d'amiante disposées dans la paroi intérieure.
Il a également travaillé sur la structure des alcaloïdes, isolé la choline et développé une méthode de détection de l'arsenic pour le cadre d'enquêtes médico-légales. Il a aussi réussi à synthétiser l'ozone à partir de dioxygène.

## Publications
- Arsen in Vergiftungsfälle (« Cas d'empoisonnements à l'arsenic »), 1844
- Zentrifugalkraft (« Force centrifuge »), 1852